# Horze
Horze er en privat-ejet finsk producent af udstyr til ridning, som man også sælger i egne forretninger. Den har butikker foreløbigt i Nordeuropa og Rusland. Der er også etableret grossistsalg i Storbritannien, Frankrig, Spanien, Grækenland, Polen, Ungarn og Australien. 
Virksomheden startede i 1988 med udstyr til kun til trav, men efterhånden udvikledes flere og flere produkter også til ridning generelt. I 2003 blev navnet Horze skabt og samtidig startedes ekspansionen med konceptbutikker, først i Norge (2004), derefter Danmark (2005) og Sverige (2005). I 2006 åbnede virksomheden i Tyskland.
I Danmark har Horze nu fire butikker. I marts 2008 åbnede den nyeste forretning i Skippinge i Vestsjælland.
Udover fysiske butikker sælger man desuden varer over Internettet til lande i EU.
Man satser i dag på at udvikle butikskæden gennem både egne butikker og gennem franchising.
Derudover sponserer man eliteryttere – f.eks. Danmarksmesteren i spring Tina Lund, og Finlands landshold.